# Gāyatrī mantra

Le Gayatri Mantra écrit en devanagari.

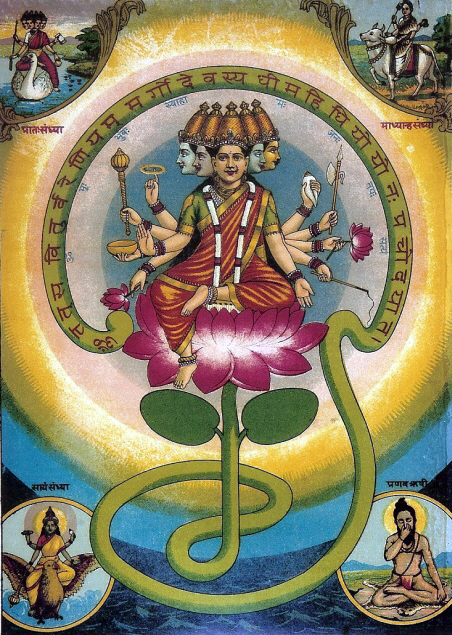
Une représentation peinte du Gāyatrī mantra par le peintre indien Ravi Varmâ, réalisée vers 1900.

Le Gāyatrī (sanskrit : गायत्री gāyatrī) mantra, aussi appelé Sāvitrī Mantra, provient du Rig-Véda, III, 62, 10. Il est considéré comme le plus sacré du Veda, les textes ancestraux de l'hindouisme.
Selon la tradition, c’est le Rishi Vishvamitra qui l’a composé dans sa forme actuelle.
C'est en fait une invocation au soleil, qui peut se faire dans une rivière, lors du lever et du coucher de cette étoile ; c'est aussi une métaphore pour invoquer l'Existence qui illumine nos consciences quotidiennement.
De nombreuses interprétations et traductions ont été proposées, tant par des mystiques et religieux hindous ou bouddhistes, que par des indianistes occidentaux.
Il est composé de vingt-quatre syllabes. Il est mentionné dans plusieurs textes védiques et bouddhiques anciens.
À l’époque védique, seuls les brahmanes étaient autorisés à réciter le mantra qui était considéré comme un moyen permettant d’atteindre l’illumination.
Il tient une place importante dans le rituel de passage upanayana, étant codifié différemment selon les castes.
Son statut de mantra sacré n’a pas été remis en question par les mouvements réformistes hindous (l’Ārya-Samāj, Brahmo Samaj, entre autres), qui se sont multipliés depuis le début du XIXe siècle. Il occupe également une place importante dans l’hindouisme indonésien contemporain.
Dans des contextes non religieux, le Gāyatrī mantra est aussi présent dans la culture populaire de notre époque. Par exemple, il a été mis en musique et interprété par plusieurs artistes célèbres comme Kate Bush ou encore Cher. Il est gravé sur une statue en bronze représentant le Beatles George Harrison. Il est aussi inclus dans le générique chanté de la série télévisée Battlestar Galactica dans les années 2000.

## Origine
Le Gāyatrī mantra (sanskrit : गायत्री gāyatrī) provient du Rig-Véda (III, 62, 10). Il est aussi appelé Sāvitrī Mantra (Sāvitrī étant synonyme de Gāyatrī).
Selon la tradition, le mantra a été composé à partir de l’hymne cité, par le Rishi Vishvamitra.
Swami Vivekananda le décrit comme étant le mantra le plus sacré.

## Destinataire
Il s’agit d’une invocation adressée au soleil, nommé Savitr à son lever et Sūrya à son coucher. Un brahmane doit la réciter trois fois par jour : à l’aube, à midi et au crépuscule.
Savitr est personnifié en la déesse Gayatri (en), épouse de Brahmā et mère du Quadruple Veda, (d’où l’autre appellation: Sāvitri Mantra).

## Texte
| Le Gāyatrī mantra | Le Gāyatrī mantra       | Le Gāyatrī mantra                                 |
| Devanagari        | Sanskrit IAST           | Traduction en français[réf. nécessaire]           |
| ----------------- | ----------------------- | ------------------------------------------------- |
| ॐ भूर्भुवः स्वः ।       | oṃ bhūr bhuvaḥ svaḥ     | Om, Terre, Cieux et Eau,                          |
| तत् सवितुर्वरेण्यं ।     | tát savitúr váreṇyaṃ    | Que l'excellent Soleil,                           |
| भर्गो देवस्य धीमहि ।    | bhárgo devásya dhīmahi  | Brillant, divin et pieux,                         |
| धियो यो नः प्रचोदयात् ॥   | dhíyo yó naḥ pracodáyāt | Nous aide à méditer sur nos intellects galopants. |

La traduction en français proposée dans le tableau ci-dessus a été réalisée à partir du texte en anglais de Avula Parhasarathy.

## Autres traductions et interprétations du Gāyatrī mantra
Depuis le début du XIXe siècle, de nombreuses traductions et interprétations ont été proposées, le plus souvent en anglais, rarement en français, les unes dues à des auteurs indiens, d’autres à des auteurs occidentaux.
En voici quelques exemples (liste non exhaustive), classés dans l’ordre chronologique (l’année de publication est mentionnée entre parenthèses).

### Auteurs indiens
- Svāmī Dayānanda Sarasvatī (1875), fondateur du mouvement réformateur hindou Ārya-Samāj :

« O God, Thou art the giver of life, the remover of pain and sorrow, the bestower of happiness;
O Creator of the Universe, may we receive Thy supreme sin-destroying light;
may Thou guide our intellect in the right direction,.
(Ô Dieu, Tu es Celui qui donne la vie, qui enlève la peine et la douleur, qui apporte le bonheur.
Ô Créateur de l'Univers, puissions-nous recevoir Ta lumière suprême destructrice du péché;
puisses-Tu guider notre esprit dans la bonne direction.) »

- Swami Vivekananda (1893 ):

« We meditate on the glory of that Being who has produced this universe;
may He enlighten our minds..

(Nous méditons sur la gloire de l’Être qui a produit cet univers;
puisse-t-Il éclairer nos esprits.) »

- Sri Aurobindo (1926) :

« We choose the Supreme Light of the divine Sun;
we aspire that it may impel our minds.
 
(Nous choisissons la Suprême Lumière du Soleil divin ;
nous aspirons à ce qu’Elle puisse stimuler nos esprits.) »

Dans la suite de l’échange (il s’agit d’un entretien), Sri Aurobindo précise sa pensée:

« The Sun is the symbol of divine Light that is coming down, and Gayatri gives expression to the aspiration asking that divine Light to come down and give impulsion to all the activities of the mind. 
(Le Soleil est le symbole de la Lumière divine qui descend, et Gayatri concrétise l’aspiration demandant que cette Lumière divine descende et impulse toutes les activités de l’esprit.) »

Sri Aurobindo a d’autre part proposé une version différente du Gayatri mantra, composée par lui-même :

« •Devanagari :ॐ तत् सवितुर् वरं ऱुपं ज्योति परस्य धीमहि / यन्नः सत्येन दीपयेत् //

• sanskrit IAST :om tát savitúr varam rūpam jyotiḥ parasya dhīmahi, yannaḥ satyena dīpayet.

• anglais : Let us meditate on the most auspicious (best) form of Savitri, on the Light of the Supreme which shall illumine us with the Truth.

(Méditons sur la forme la plus propice de Savitri, sur la Lumière du Suprême qui nous éclairera de la Vérité), »

- Sivanath Sastri, Brahmo Samaj (1911) :

« We meditate on the worshipable power and glory of Him who has created the earth,
the nether world and the heavens (i.e. the universe),
and who directs our understanding. 
(Nous méditons et vénérons la puissance et la gloire de Celui qui a créé la terre,
le monde inférieur et les cieux (c'est-à-dire l'univers),
et qui dirige notre compréhension.) »

- Avula Parthasarathy (en) (1927 -) : il s’agit de la traduction figurant ci-dessus, tableau de la section «Textes».

- Shivananda (1936):

« Let us meditate on Isvara and His Glory who has created the Universe,
who is fit to be worshipped,
who is the remover of all sins and ignorance.
May he enlighten our intellect.
 
(Méditons sur Ishvara et Sa Gloire qui a créé l’Univers,
qui est digne d’être vénéré,
qui efface toutes les fautes et l’ignorance.
 Puisse-t-il illuminer notre intelligence.) »

- Sarvepalli Radhakrishnan :

Citation 1 : (1947) :

« We meditate on the effulgent glory of the divine Light;
may She inspire our understanding.
 
(Nous méditons sur la magnificence de la Lumière divine;
puisse-t-Elle inspirer notre compréhension.) »

Citation 2: (1953) :

« We meditate on the adorable glory of the radiant Sun;
may He inspire our intelligence.

(Nous méditons sur l'adorable gloire du soleil radieux;
puisse-t-Il inspirer notre intelligence.) »

- Kirpal Singh (1961) :

« Muttering the sacred syllable 'Aum' rise above the three regions,
And turn thy attention to the All-Absorbing Sun within.
Accepting its influence be thou absorbed in the Sun,
And it shall in its own likeness make thee All-Luminous.
 
(Murmurant la syllabe sacrée « Aum » élève-toi au dessus des trois régions,
Et dirige ton attention vers le Soleil qui assimile tout en lui.
Acceptant son influence, sois absorbé par Lui,
Et à sa ressemblance il te rendra Lumineux). »

- Shriram Sharma (en) (année ?) :

« Almighty Supreme God, the Creator of entire cosmos,
the essence of our life existence,
who removes all our pains and sufferings and grants happiness,
beseeching His divine grace to imbibe within us His Divinity and Brilliance,
which may purify us and guide our righteous wisdom on the right path.
 
(Dieu Suprême Tout-Puissant, le Créateur de tout le cosmos,
l'essence de notre existence,
 qui enlève toutes nos douleurs et souffrances, qui accorde le bonheur,
implorant Sa grâce divine de nous imprégner de Sa Divinité et de son Éclat,
 qui peuvent nous purifier et guider notre sagesse correcte sur le bon chemin). »

### Auteurs occidentaux
- William Jones, linguiste et indianiste (1798) :

Jones a écrit deux textes traitant du Gāyatrī mantra. Ils font partie de l’ensemble connu sous le titre : The Works of Sir William Jones.
- Texte 1. Traduit en français par M. d’Écrammeville, il a été publié en 1803[c]:

« Tu es la lumière, tu es la semence, tu es la vie immortelle,
tu es le resplendissant, le plus aimé par les dieux,
jamais diffamé par personne, tu es le plus saint des sacrifices,. »

- Texte 2. Publié en 1807, dans un des volumes d’une autre compilation des écrits de Jones:

« The Gayatri or Holiest Verse of the Vedas:
Let us adore the supremacy of that divine sun,
the god-head who illuminates all, who recreates all,
from whom all proceed,
to whom all must return,
whom we invoke to direct our understandings right
in our progress toward his holy seat. 
(Le Gayatri ou le plus sacré des versets des Védas):
Laissez-nous adorer la suprématie de ce soleil divin,
 le principal dieu qui illumine tout, qui recrée tout,
duquel tout procède,
vers lequel nous devons retourner,
que nous invoquons pour orienter notre compréhension dans la bonne direction
 dans notre progression vers son siège sacré.) »

- Monier Monier-Williams (1882) :

« Let us meditate on that excellent glory of the divine vivifying Sun,
May he enlighten our understandings. 
(Méditons sur la gloire étincelante du Soleil divin vivifiant.
Puisse-t-il éclairer nos compréhensions.) »

- Ralph T.H. Griffith (en) (1890) :

« May we attain that excellent glory of Savitar the god ;
So may He stimulate our prayers.
 (Puissions-nous atteindre la gloire étincelante de Savitar, le dieu ;
Et qu’alors Il puisse galvaniser nos prières.) »

- Stephanie W. Jamison (en) & Joel P. Brereton (2014) :

« Might we make our own that desirable effulgence of god Savitar,
who will rouse forth our insights.
(Puissions-nous faire nôtre ce précieux rayonnement du dieu Savitar,
qui réveillera notre sagacité.) »

- Ṭhānissaro Bhikkhu (en) (Geoffrey DeGraff) (2016) :

« Let us meditate on the glory of the excellent Savitri,
that he may inspire our thoughts. 
(Méditons sur la gloire de l’excellent Savitri,
afin qu’il puisse éclairer nos pensées.) »

## Les vingt-quatre syllabes du Gāyatrī mantra
Tel que présenté précédemment, le mantra est composé de vingt-neuf syllabes :

« ॐ भूर्भुवः स्वः तत्सवितुर्वरेण्यं भर्गो देवस्य धीमहि धियो यो नः प्रचोदयात्.
Om bhūr bhuvaḥ svaḥ / tát savitúr váreṇyaṃ / bhárgo devásya dhīmahi / dhíyo yó naḥ pracodáyāt. »

Les cinq premières sont: 1. « om », la syllabe sacrée; 2, 3, 4, 5. « bhūr bhuvaḥ svaḥ » l'invocation rituelle signifiant «par la terre, les mondes et le ciel», originellement prononcée par Prajāpati quand il créa le monde, (lesquelles se retrouvent dans d’autres hymnes). Ces cinq syllabes précèdent le mantra proprement dit, qui en compte vingt-quatre.
Celui-ci est composé de trois vers de huit syllabes, suivant les règles prosodiques de la poésie védique, telles que fixées dans le chandas.
Il y a sept mètres principaux. Le plus court et le plus sacré, de structure syllabique (8-8-8), est le Gāyatrī,. Ces syllabes sont:
- 1. tát, 2.sa, 3.vi, 4.túr, 5.vá, 6.re, 7.ṇy, 8.aṃ,
- 9.bhár, 10,go, 11.de, 12.vá, 13.sya, 14.dhī, 15.ma, 16.hi,
- 17.dhí, 18.yo, 19.yó, 20.naḥ, 21.pra, 22.co, 23.dá, 24.yāt[29]

Plusieurs traductions et interprétations ont été présentées dans une section précédente. Présentement, il s’agit d’une approche purement symbolique, établissant une relation entre les vingt-quatre syllabes et l'ensemble des créatures terrestres.
Elle figure dans le 6e livre du Mahabharata, le Bhishma Parva (en) (le livre de Bhîshma), chapitre 4 :
- Résumé de la situation décrite dans la strophe: le roi Dhritarashtra demande à Sanjaya, que le rishi Vyāsa a doté du don de connaissance, de lui expliquer en quoi consistent les richesses terrestres pour lesquelles les rois ne cessent de s’entretuer. Sanjaya lui répond :

« (…). Les créatures terrestres se classent en deux catégories: les mobiles et les immobiles. Les créatures de la première sont de trois sortes: les vivipares, les ovipares et celles nées de la chaleur et de l’humidité.

Parmi les vivipares, il y a quatorze espèces d’animaux, dont sept vivent à l’état sauvage: les lions, qui sont les plus importants, les tigres, les sangliers, les buffles, les éléphants, les ours et les singes.

Les sept autres sont les espèces domestiquées : les humains, qui sont les plus importants, les vaches, les chèvres, les moutons, les chevaux, les mules et les ânes. Ces quatorze espèces vivent les unes sur les autres.

Les créatures de la seconde catégorie, celle des immobiles, sont les végétaux : les arbres, les arbustes, les plantes grimpantes, les plantes rampantes et les plantes sans tiges, soit en tout cinq espèces.

Si on considère les cinq éléments (bhuta) qui constituent ces dix-neuf espèces : espace, air, feu, eau, terre, nous obtenons le total de vingt-quatre.

Ces vingt-quatre sont décrits comme étant Gāyatrī (Brahmā), connu de tous. Celui qui sait que ces vingt-quatre représentent réellement la Gāyatrī sacrée, est dit posséder toutes les vertus, ce qui le rend indestructible en ce monde.

La Terre est éternelle et sert de refuge à toutes les créatures. Celui qui la possède détient l’Univers entier, composé des créatures mobiles et des immobiles.

C’est parce que tous les rois La convoitent qu’ils ne cessent de s’entretuer. »

## Dans les textes anciens
De nombreux textes font référence au mantra, soit directement en mentionnant les noms Gāyatrī, Sâvitrî ou Savitr , soit indirectement, en se référant à sa source, l’hymne du Rig-Véda III, 62, 10.

### Textes védiques et post-védiques
Voici quelques exemples (liste non exhaustive) :
- Dans la Manusmṛti (Lois de Manu), Livre 2e, qui compte 249 versets, Sâvitrî est mentionné 24 fois[g],[31], par exemple, les versets 77 et 118:

« 77. Des trois Védas aussi le Seigneur des créatures qui habite au plus haut des cieux a trait, stance par stance, cet hymne qui commence par « tad » (appelé) la Sâvitrî.. »

« 118. Un Brahmane maître de ses passions, ne sût-il que la Sâvitrî, est supérieur à celui qui, possédant les trois Védas n'est pas maître de ses passions, qui mange de tout et trafique de tout. »

- Dans les Brahmana : Aitareya Brahmana et Kausitaki Brahmana[32];
- Dans les Śrautasūtras (en): Śānkhāyana-Srautasūtra : II, 10-2 ; II, 12-7 ; V, 5-2 ; X, 6-17 ; X, 9-16 (ce sont des invocations adressées à Savitr)[33];
- Dans cinq Upanishads[34]:
  - Brihadaranyaka Upanishad, 6.3.6 ;
  - Shvetashvatara Upanishad, 4.18 ;
  - Maitrayaniya Upanishad (en) (ne pas confondre avec la Maitreya Upanishad (en)), 6.7 et 6.34 ;
  - Jaiminiya Upanishad Brahmana (en), 4.28.1;
  - Surya Upanishad (en), 2.3.
- Dans le Harivaṃśa, stance 11 516[35].

### Textes bouddhiques
Dans plusieurs sutra et sermons, le Bouddha Gautama évoque Savitri. En voici deux exemples :
- Majjhima Nikaya, 92.Sela Sutra, verset 26:

Sela était un brahmane. Ayant entendu parler de la renommée de Gautama, il souhaita le rencontrer. Ils dialoguèrent. Au terme de leur entretien l’Éveillé lui dit :

« Sela Sutta: Burnt offerings are the glory of fires,
Savitri, the glory of Vedic hymns,
Glory of human beings, a King,
Glory of flowing rivers, the sea;
The moon is the glory of the stars,
The sun is the glory of all that shine,
Merit is the glory of all who aspire;
The Sangha, glory of those who give.
(Les offrandes consumées sont la gloire des flammes,
Savitri, est la gloire des hymnes védiques,
Un Roi, la gloire des êtres humains,
La mer, la gloire des rivières qui sécoulent;
La lune, la gloire des étoiles,
Le soleil, la gloire de tout ce qui brille,
Le mérite, la gloire de tous ceux qui aspirent;
Le Sangha, la gloire de ceux qui donnent.). »

Le brahmane Sela fut convaincu et devint disciple.
- Sutta Nipāta , III.4 , Sundarika Bhāradvāja Sutta:

Le brahmane Bhāradvāja, après avoir accompli Yajña, rite d’offrande au feu, aperçoit un méditant assis sur la berge du fleuve. Il ne sait pas que c’est Gautama. Il se dit qu’il s’agit peut-être d’un brahmane, mais avec un doute, car il avait le crâne rasé. Il lui demande à quelle lignée il appartient. Bouddha lui répond :

« If you say you are a brahman,and I am not a brahman, I ask you the 3 lines of the Savitti, and its 24 syllabs.
(Si vous dites que vous êtes un brahmane et que je ne suis pas un brahmane, je vous demande (de me réciter) les trois lignes du Savitri et ses vingt-quatre syllabes.). »

En entendant ces paroles, Bhāradvāja compris qu’il s’adressait à quelqu’un qui avait une parfaite connaissance du Veda.
Dans une note concernant ce passage, Ṭhānissaro Bhikkhu (en), après avoir rappelé que l’hymne du Rig-Veda III, 62-10 était à l’origine exclusivement réservé aux brahmanes, cite un des commentaires palis (pali : aṭṭhakathā), dans lequel il est dit que l'équivalent bouddhiste du Sāvitti en 3 lignes, 24 syllabes, est exprimé dans la prise des Trois Refuges:

« Bouddhaṁ saraṇaṁ gacchāmi (8 syllabes), Je vais vers le Bouddha comme refuge,
Dhammaṁ saraṇaṁ gacchāmi (8 syllabes), Je vais vers le Dharma comme refuge,
Saṅghaṁ saraṇaṁ gacchāmi (8 syllabes). Je vais vers le Sangha comme refuge. »

## Pratiques rituéliques

### Récitation du mantra
Outre la récitation tri-quotidienne pour saluer le soleil, la répétition (japa) du Gāyatrī est considérée comme étant un moyen d’atteindre l’illumination, ou comme mantra expiatoire (sanskrit IAST : prāyaścitta), .
À l’origine, seuls les Brahmanes étaient autorisés à le réciter, mais suite la modernisation initiée par les mouvements réformateurs de l’hindouisme, à partir du XIXe siècle, toute personne, homme ou femme et quelle que soit sa caste, peut désormais le réciter, précédé et ponctué par la syllabe sacrée Om̐.
Cette pratique modernisée est largement répandue de nos jours, mais pas généralisée,.

### Cérémonie Upanayana
Le Gāyatrī mantra tient une part importante dans l’upanayana, rite de passage (saṃskāra) à l’issue duquel un enfant est autorisé à étudier les textes sacrés du Veda. Sarvepalli Radhakrisnan décrit sa récitation comme étant la partie essentielle de la cérémonie.
Ce rite de passage, d’où le récipiendaire ressort « deux fois né », est réservé aux jeunes garçons issus de la caste des brahmanes. Pour la réception des membres des autres castes, les versets récités dédiés à Savitri proviennent d’autres textes du védisme. Dans un des textes des Grihya-Sutra, il est précisé que doivent être récités: les hymnes du Rig Veda : I. 35, 2 pour les kshatriya et I. 35,9 ou IV. 40,5 pour les vaishya.

## Hindouisme réformé
Au début du XIXe siècle, des mouvements réformateurs de l’hindouisme ont émergé. Ceux-ci sont parfois désignés par l’expression « Revivalisme hindou ». Mais malgré leur éloignement de l’orthodoxie (rejet du système des castes, désacralisation des textes, rôle de la femme dans la société, etc.), l’importance du Gāyatrī mantra n’a jamais été contestée. En voici deux exemples.

### Brahmo Samaj
Brahmo Samaj est l’un des premiers mouvements réformateurs de l’hindouisme. Il a été créé par Râm Mohan Roy en 1828.
Dans une étude publiée en 1832, il a analysé le Gāyatrī mantra dans le contexte des Upanishads . Il a insisté sur le fait qu’un brahmane doit toujours prononcer la syllabe sacrée « Om̐ » avant et après la récitation du mantra. À partir de 1830, il recommande aux Brahmo (en) (terme désignant les sympathisants du courant Brahmo Samaj) de réciter le mantra dans le cadre des cérémonies privées.
Le Gāyatrī est si ancré dans l’esprit des pratiquants, que même les plus radicaux du courant, les Adhis-Dharma (lesquels sont allés jusqu’à considérer qu’aucun texte religieux -y inclus le Veda- ne doit être vénéré), ont continué à le réciter quotidiennement
Dans sa jeunesse, Vivekananda adhéra à Brahmo Samaj avant sa rencontre avec Râmakrishna.

### Revivalisme hindou
En 1898, Vivekananda, organisa une cérémonie rituelle upanayana rassemblant de nombreux sympathisants de Ramakrisna. Il leur déclara qu’ils étaient de fait tous des brahmanes à part entière (sans le lien héréditaire) du fait de leur dévotion à leur guru. Il leur remis le cordon sacré, le yajnopavita et tous récitèrent le Gāyatrī mantra.

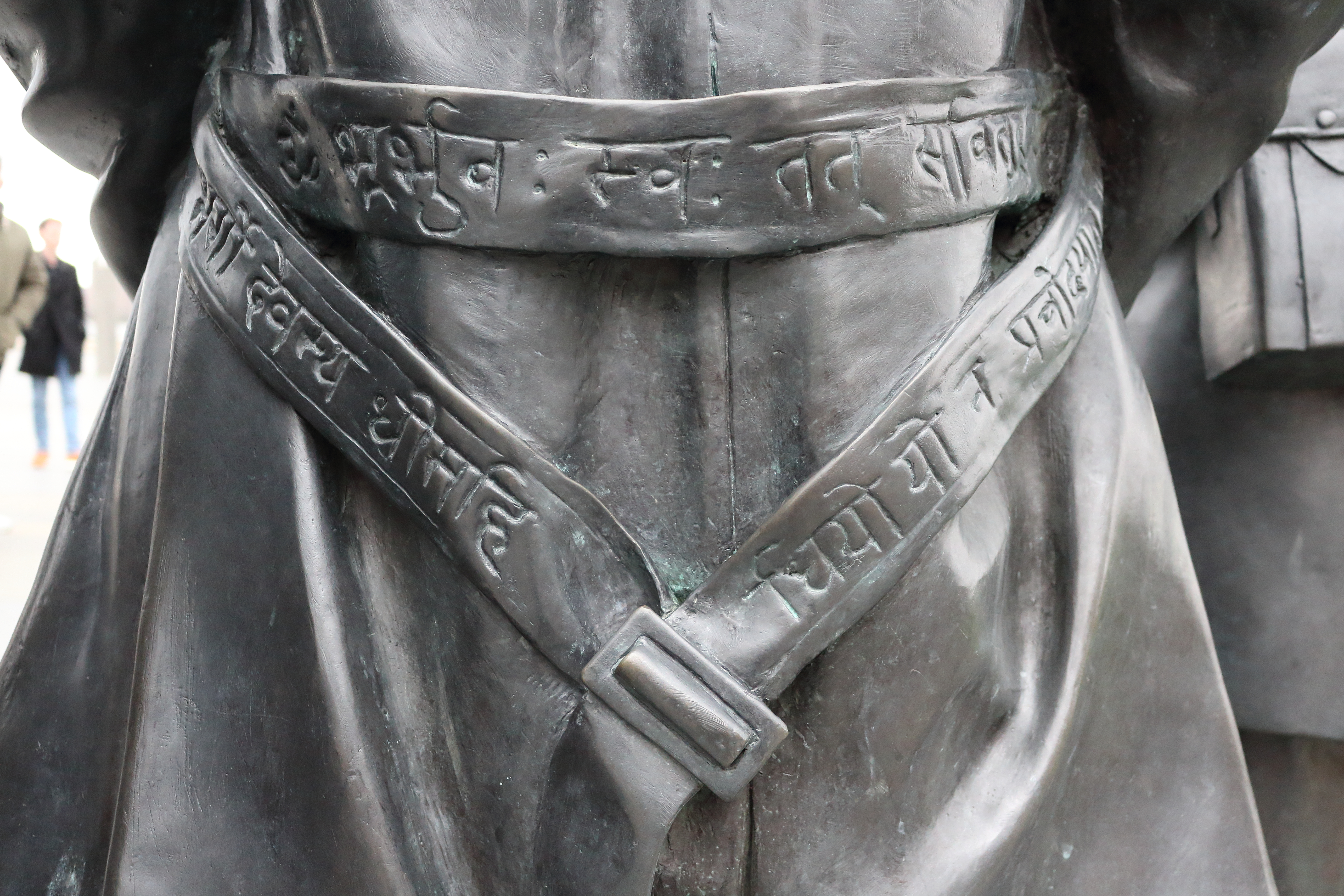
Quatre statues de bronze représentent les Beatles, à Liverpool, Royaume-Uni. Sur chacune d’elles, figure un « talisman » représentant un aspect important de leurs vies respectives. George Harrison a fait graver le Gāyatrī mantra, écrit en sanscrit, sur la ceinture de la statue.

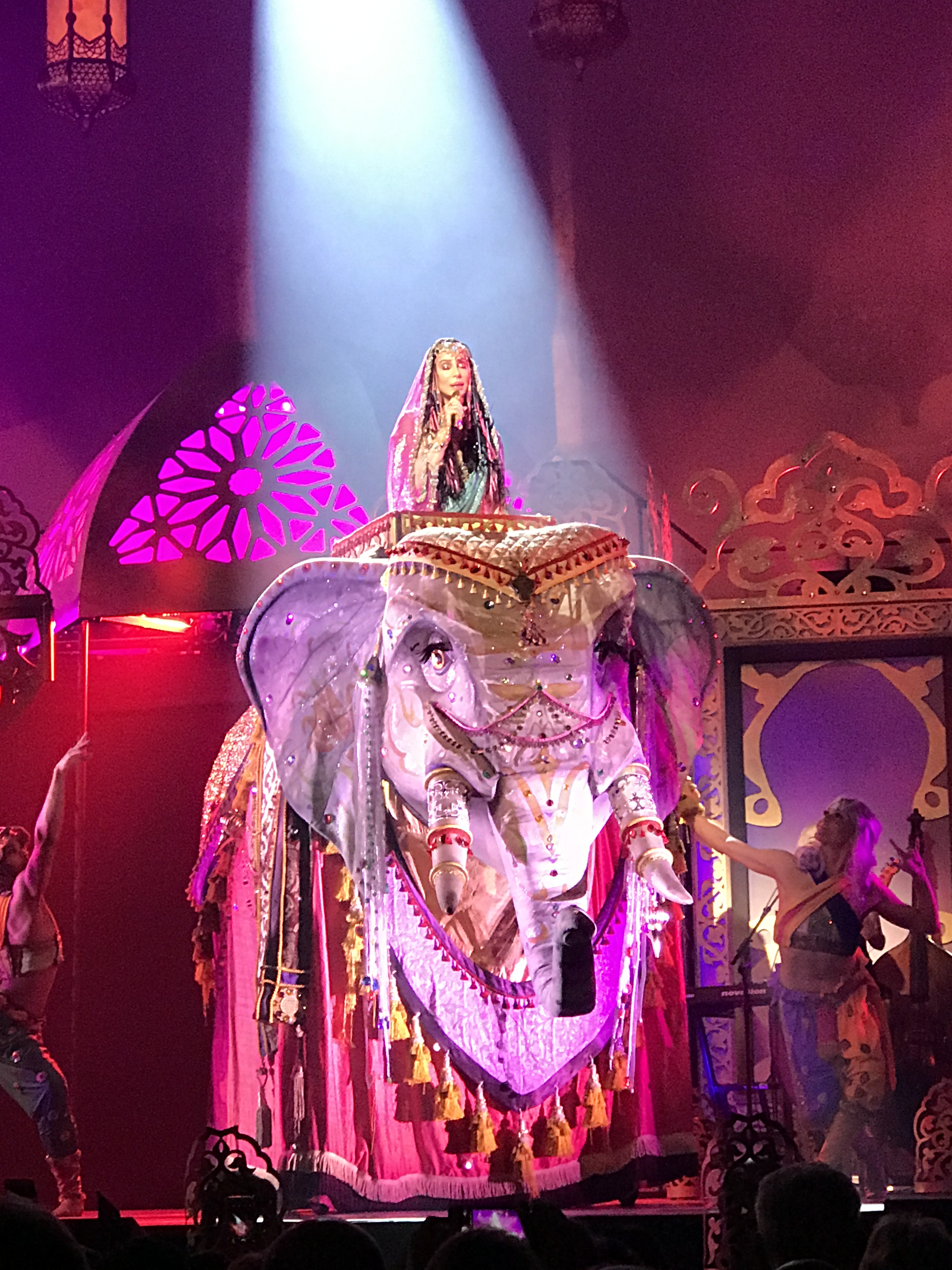
Cher, interprétant la chanson intitulée Gayatri mantra, Classic Cher, à Oxon Hill, Maryland, le 19-03-2017. Vêtue à l’indienne, elle cornaque un éléphant articulé.

### Hindouisme indonésien contemporain
En Indonésie, l’hindouisme est une des cinq religions officielles du pays. Pour des raisons historico-politiques, la pratique du culte revêt une forme particulière, assez éloignée de l’Hindouisme orthodoxe.
Toutefois, comme dans celui-ci, le Gāyatrī mantra y est toujours considéré comme essentiel et tient une place importante dans le rituel. Il forme la première des sept strophes du Trisandhyā Puja (en), prière récitée trois fois par jour, à 6h, midi et 18h par les hindous, minoritaires dans le pays, surtout présents sur l’île de Bali.

## Culture populaire
L’ hindouisme revitalisé (ou réformé), accessible et ouvert à tous, a permis que la popularité du Gāyatrī mantra se répande parmi les non-hindous, de même que de nombreux produits dérivés: des pendentifs, le mantra imprimé sur papier ou sur faux parchemins, des enregistrements audio dans lesquels le mantra est répété de nombreuses fois (reproduisant ainsi le japa dans un contexte non rituélique).
Plusieurs artistes de variétés, de renommée internationale, ont inclus le texte du mantra dans une de leurs chansons, parfois mises en scène dans des spectacles ou des concerts:
- Kate Bush, auteure-compositrice-interprète britannique : le Gāyatrī mantra sert d’introduction à la chanson Lily, un des titres de l’album The Red Shoes (album) (1993).
- Cher, chanteuse américaine : le troisième titre de ses concerts Living Proof: The Farewell Tour (en) (2002) et Classic Cher (en) (2017) est intitulé Gāyatrī mantra , qu’elle interprète vêtue à l’indienne, cornaquant un éléphant articulé.
- George Harrison, un des Beatles : le Gayatri mantra est gravé sur la statue en bronze le représentant, grandeur nature, inaugurées à Liverpool en 2015. Il a choisi ce mantra pour symboliser un fait marquant de sa vie.
- Battlestar Galactica, série télévisée de science-fiction anglo-canado-américaine (2004 – 2009) : le mantra est chanté dans le générique.
- L'auteur-compositeur-interprète québécois Serge Fiori en a fait un album en 1994.